# Parco nazionale di Kakum

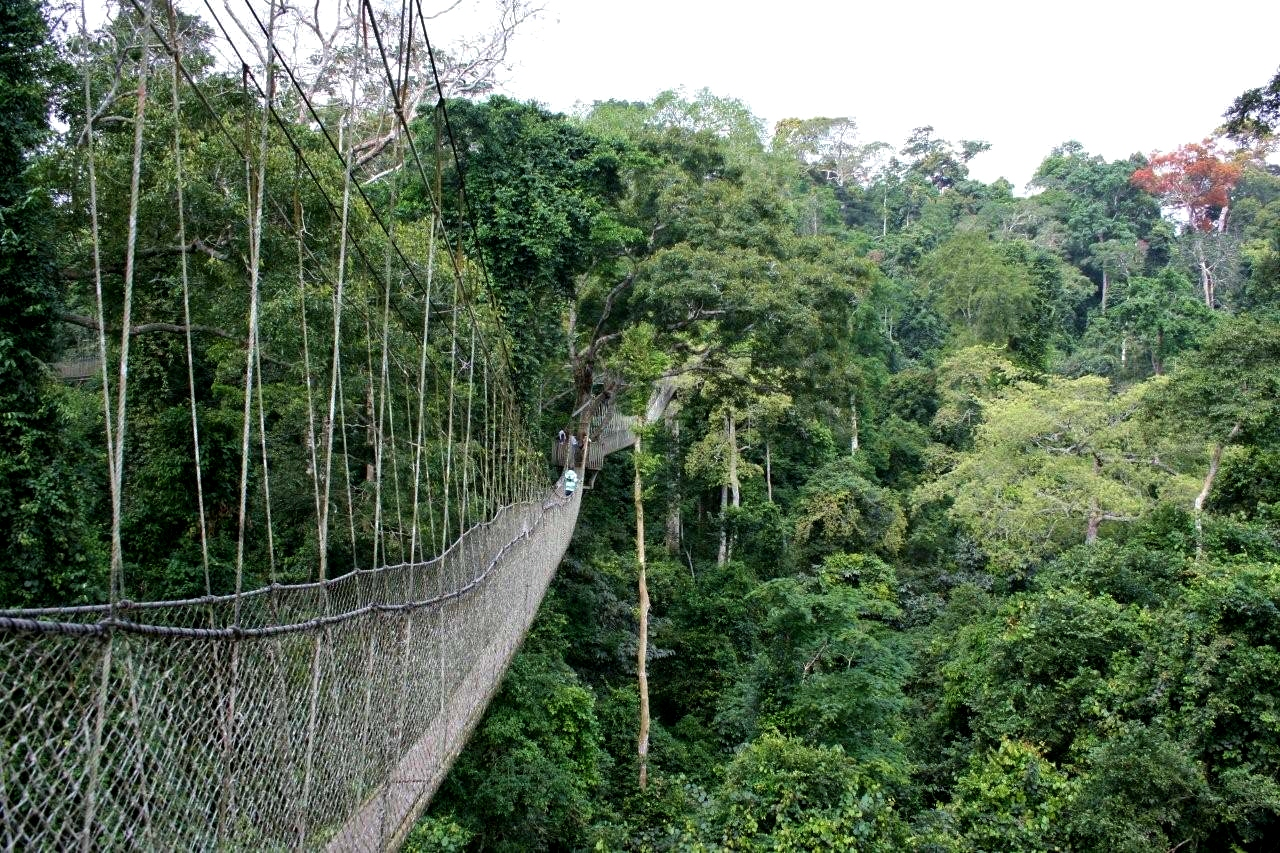
Un ponte sospeso dell'Ebony Trail

Il parco nazionale di Kakum è uno dei più grandi parchi naturali attrezzati del Ghana. Si trova presso Kakum, a circa 20 km da Cape Coast, nella Regione Centrale. L'area del parco è di oltre 350 km², principalmente coperta da foresta pluviale. La stagione delle piogge è fra maggio e dicembre, e l'umidità media è intorno al 90%.

## Storia del parco
Il Kakum National Park fu costituito nel 1932 come area naturale protetta non aperta al pubblico (veniva tuttavia sfruttata per la raccolta di legname). Nel 1992 il Kakum e la contigua riserva di Assin Attandanso furono unite a formare la Kakum Conservation Area. Nel 1994 il governo decise di aprire il parco al pubblico, e un visitor center fu istituito nel 1997.

## Fauna e flora
Il Kakum ospita circa 40 specie di grandi mammiferi (inclusi facoceri, elefanti, bongo, scoiattoli volanti, leopardi e scimmie), oltre 275 specie di uccelli, e numerosi rettili, anfibi e invertebrati (tra cui circa 250 specie di farfalle).
La biodiversità della flora è tale che in alcune zone del parco si possono contare più di 200 diverse specie vegetali per ettaro. Procedendo dalle specie più basse verso quelle più alte si incontrano piante erbacee, arbusti (circa 4 m), e alberi; questi ultimi formano una fitta copertura di fogliame a un'altezza fra i 20 e i 40 m, superata solo da alcuni tronchi antichi di eccezionale altezza (fino a 70 m).

## Turismo
Sebbene i grandi mammiferi siano in genere difficili da incontrare, la grande quantità di specie di uccelli rende il Kakum un vero paradiso del birdwatching. Presso la sede centrale del parco si può acquistare un catalogo delle specie animali registrate presenti nel parco.
La principale attrazione è l'Ebony Trail, un percorso lungo circa 350 metri costituito da ponti di corda (sospesi a un'altezza variabile tra i 30 e i 40 metri) dai quali si ha uno splendido e inusuale punto di vista della foresta. Fra i ponti sospesi particolarmente celebre è il Canopy Walk, costruito nel 1995, lungo 350 m e sospeso a 40 m di altezza; dal ponte si dipartono piattaforme di osservazione assicurate al tronco degli alberi più alti.
Si può campeggiare presso lo Antikwaa Camp, immerso nel parco, che consente avvistamenti notturni di animali, o pernottare all'Hans Cottage Botel (un complesso su palafitte all'interno di una laguna popolata da coccodrilli).
Le escursioni guidate a piedi, organizzate dal visitor center, forniscono informazioni sulle principali specie di alberi del parco, e sul loro ruolo economico, sociale, culturale e medicinale.